# Bojedarivka (Saskahanske), Krînîcikî
Bojedarivka (în ucraineană Божедарівка) este un sat în comuna Saskahanske din raionul Krînîcikî, regiunea Dnipropetrovsk, Ucraina.

## Demografie
Componența lingvistică a localității Bojedarivka
     Ucraineană (94,31%)
     Rusă (4,88%)
Conform recensământului din 2001, majoritatea populației localității Bojedarivka era vorbitoare de ucraineană (94,31%), existând în minoritate și vorbitori de rusă (4,88%).